# 堯芬峰

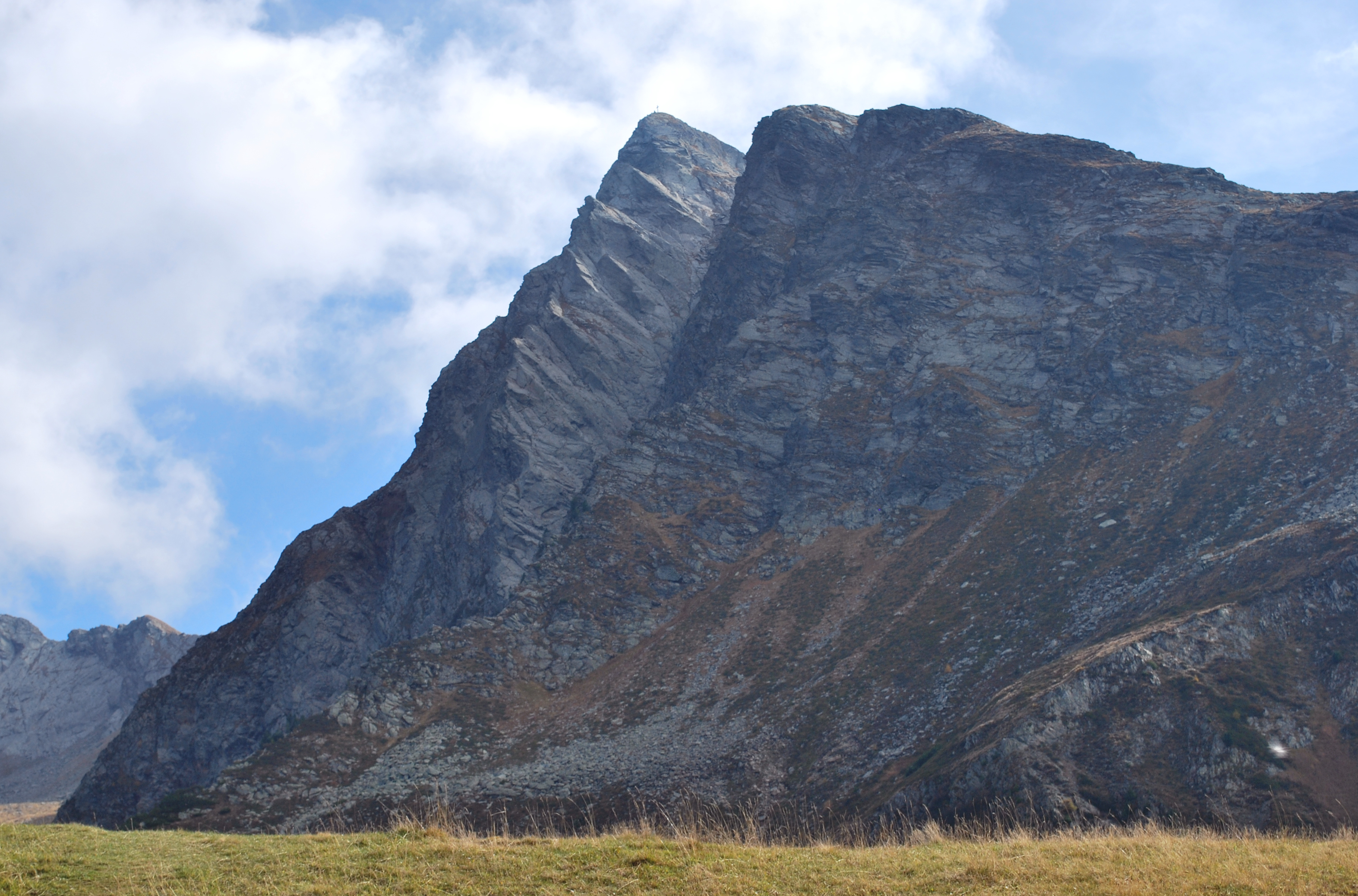

46°49′59″N 11°20′03″E / 46.833168°N 11.334215°E
堯芬峰（德語：Jaufenspitze），是意大利的山峰，位於該國東北部，由博爾扎諾-南蒂羅爾自治省負責管轄，屬於萨恩塔尔山脉的一部分，海拔高度2,481米。